# Branco (fiume dell'Acre)
Il fiume Branco è un fiume dello stato dell'Acre in Brasile occidentale. La capitale di Acre, Rio Branco, si trova su questo fiume. Il fiume si getta nel fiume Acre.
In realtà non esiste un fiume con questo nome nello stato dell'Acre.